# Советский спорт (издательство)
Советский спорт — издательство в Москве.

## Деятельность
Деятельность издательства посвящена созданию литературы о спорте, физической культуре, ведении здорового образа жизни и туризме. Кроме того, издательство занимается выпуском специальной литературы по спортивной нагрузке для инвалидов и коррекционной педагогике.